# Estação Washington
A Estação Washington é uma das estações do VLT de Guadalajara, situada em Guadalajara, entre a Estação Mexicaltzingo e a Estação Santa Filomena. Administrada pelo Sistema de Tren Eléctrico Urbano (SITEUR), faz parte da Linha 1.
Foi inaugurada em 1º de setembro de 1989. Localiza-se no cruzamento da Estrada do Federalismo com a Avenida Francia. Atende o bairro Moderna.